# آرانکا
آرانکا (به انگلیسی: Aranca) یا زیاتیکا (Ziatica)، رودی به طول 117 کیلومتر در ناحیه بانات از رومانی و صربستان بوده و ریزابه چپی از تیساست.